# Office de Radiodiffusion Télévision Française
O Office de Radiodiffusion Télévision Française (ORTF), Ofício de Radiodifusão Televisão Francesa, foi a agência nacional responsável, entre 1964 e 1974, pelo fornecimento de serviço público de rádio e televisão na França.

## Pós II Guerra Mundial
Um monopólio público sobre a radiodifusão na França tinha sido estabelecido com a formação da Radiodifusão Francesa (RDF), em 1945. A RDF foi renomeada Radiodiffusion-Télévision Française (RTF) em 1949 e substituída pela ORTF em 1964.
Desde o início, a emissora pública experimentou forte concorrência das "estações periféricas": Estações de língua francesa destinadas ao público francês, mas transmitindo em ondas longas de países vizinhos, como a Radio Monte Carlo (RMC) de Mônaco, Radio Luxembourg (mais tarde RTL) de Luxemburgo e Europe 1 da Alemanha (excepcionalmente, em 1974, RMC foi autorizada a criar um transmissor em território francês).

## Mudanças na televisão francesa
Em 8 de agosto de 1974, a ORTF foi dividida em sete instituições:
- Télévision Française 1 (TF1) (privatizada em 1987)
- Antenne 2 (hoje France 2)
- France Régions 3 (hoje France 3)
- SFP - Société Française de Production (produção de programas)
- INA - Institut National de l'Audiovisuel (arquivos)
- TDF - Télédiffusion de France (transmissão)
- Radio France - (Société Radio France) - Rádio nacional e internacional francesa

## Um novo consórcio
Após a dissolução da ORTF, TDF recuperou o status de radiodifusor francês na EBU, apesar do fato de que a TF1 tornou-se membro da união desde 1975. Em 1982, Antenne 2, FR3 e Rádio France tornaram-se membros da UER.
Em 1983, TF1, Antenne 2, FR3, Radio France e TDF se uniram para formar o Organisme français de radiodiffusion et de télévision (OFRT), Organização de Rádio e Televisão Francesa, cuja sigla é uma reminiscência do antigo difusor francês. Nove anos depois, em 1992, o OFRT se tornou o Groupement des radiodiffuseurs français de l’UER (GRF), Agrupamento dos radiodifusores franceses da UER.
O GRF é hoje composto por TF1, France Télévisions, Canal +, Radio France e Radio France Internationale (RFI).